# Championnat du monde de rallye tout-terrain 2019
Navigation
2018 2021
Le championnat du monde de rallye tout-terrain 2019 est la 17e édition du championnat du monde de rallye tout-terrain organisée par la Fédération internationale de motocyclisme.

## Calendrier
Il est à noter qu'un seul des trois Rallyes Marathon existants (Rallye Dakar, Africa Eco Race et Rallye de la Route de la Soie) fait partie du championnat.
Le calendrier du Championnat du Monde 2019 est le suivant :
| Manche | Début         | Fin         | Course                           |
| ------ | ------------- | ----------- | -------------------------------- |
| 1      | 30 mars       | 4 avril     | UAEMC Abu Dhabi Desert Challenge |
| 2      | 6 juillet     | 16 juillet  | MFR Silk Way Rally               |
| 3      | 1er septembre | 7 septembre | FMC Atacama Rally                |
| 4      | 3 octobre     | 9 octobre   | FRMM Rallye du Maroc             |

En parallèle de cette compétition se tient une coupe du monde des Bajas. Cette coupe du monde se dispute elle aussi sur quatre épreuves, qui sont les suivantes :
| Manche | Début      | Fin        | Course                         |
| ------ | ---------- | ---------- | ------------------------------ |
| 1      | 7 mars     | 9 mars     | UAEMC Dubai International Baja |
| 2      | 23 mars    | 24 mars    | MP Baja Do Pinhal              |
| 3      | 26 juillet | 28 juillet | RFME Baja Aragon               |
| 4      | 9 août     | 11 août    | MAMS Hungarian Baja            |

## Principaux engagés

### Moto
| Marque | Équipe | Pilote | Rallyes | Bajas |
| ------ | ------ | ------ | ------- | ----- |
|        |        |        |         |       |
|        |        |        |         |       |
|        |        |        |         |       |

### Quad
| Marque | Équipe | Pilote | Rallyes | Bajas |
| ------ | ------ | ------ | ------- | ----- |
|        |        |        |         |       |
|        |        |        |         |       |
|        |        |        |         |       |

## Résultats du Championnat du Monde de Rallye Tout-Terrain

### UAEMC Abu Dhabi Desert Challenge
| 1  | Sam Sunderland          | KTM       | Anastasiya Nifontova | Husqvarna | Fahad N. Almusallam | Yamaha |
| 2  | Luciano Benavídes       | KTM       |                      |           | Rafał Sonik         | Yamaha |
| 3  | José Ignacio Cornejo    | Honda     |                      |           | Aleksandr Maksimov  | Yamaha |
| 4  | Kevin Benavídes         | Honda     |                      |           | Arkadiusz Lindner   | Can-Am |
| 5  | Andrew Short            | Husqvarna |                      |           |                     |        |
| 6  | Ryan Blair              | Husqvarna |                      |           |                     |        |
| 7  | Mohammad Jaafar Meshari | KTM       |                      |           |                     |        |
| 8  | Mark Ackermann          | Husqvarna |                      |           |                     |        |
| 9  | Mohammed Al Balooshi    | KTM       |                      |           |                     |        |
| 10 | David McBride           | KTM       |                      |           |                     |        |

### MFR Silk Way Rally
| 1  |
| 2  |
| 3  |
| 4  |
| 5  |
| 6  |
| 7  |
| 8  |
| 9  |
| 10 |

### FMC Atacama Rally
| 1  |
| 2  |
| 3  |
| 4  |
| 5  |
| 6  |
| 7  |
| 8  |
| 9  |
| 10 |

### FRMM Rallye du Maroc
| 1  |
| 2  |
| 3  |
| 4  |
| 5  |
| 6  |
| 7  |
| 8  |
| 9  |
| 10 |

## Résultats de la Coupe du Monde des Bajas

### UAEMC Dubai International Baja
| 1  | Aaron Mare              | Husqvarna | Aishwarya Madhusudhan Pissay | Yamaha | Khalifa Al Raeesi       | Honda  |
| 2  | Benjamin Melot          | KTM       |                              |        | Abdulmajeed Al Khulaifi | Yamaha |
| 3  | Mark Ackermann          | Husqvarna |                              |        | Aleksandr Maksimov      | Yamaha |
| 4  | Mohammad Jaafar Meshari | KTM       |                              |        | Mohammad J. Alkhulaifi  | Yamaha |
| 5  | Sultan Al Balooshi      | Kawasaki  |                              |        | Fahad N. Almusallam     | Yamaha |
| 6  | Ryan Blair              | Husqvarna |                              |        | Humaid Al Mashghouni    | Honda  |
| 7  | Abdullah T. Alsaatti    | Kawasaki  |                              |        |                         |        |
| 8  | Shannon O'Connor        | KTM       |                              |        |                         |        |
| 9  | Ryan Rogers             | Husqvarna |                              |        |                         |        |
| 10 | Jakub Piątek            | Husqvarna |                              |        |                         |        |

### MP Baja Do Pinhal
| 1  | Benjamin Melot       | KTM       | Rita Vieria                  | Yamaha | Luis Engeitado     | Yamaha |
| 2  | Jakub Piątek         | Husqvarna | Sara Garcia Alvarez          | Yamaha | Juraj Varga        | Yamaha |
| 3  | De Gavardo Tomas     | KTM       | Aishwarya Madhusudhan Pissay | Yamaha | Aleksandr Maksimov | Yamaha |
| 4  | Ivan Donoso Silva    | Honda     |                              |        | Antonín Pacanda    | Yamaha |
| 5  | Mohammed AL Balooshi | Kawasaki  |                              |        | Arnaldo Martins    | Suzuki |
| 6  | Rita Vieria          | Yamaha    |                              |        |                    |        |
| 7  | Sara Garcia Alvarez  | Yamaha    |                              |        |                    |        |
| 8  | Ashish Raorane       | Yamaha    |                              |        |                    |        |
| 9  | Sultan Al Balooshi   | Kawasaki  |                              |        |                    |        |
| 10 | Abdullah T. Alshatti | Kawasaki  |                              |        |                    |        |

### RFME Baja Aragon
| 1  |
| 2  |
| 3  |
| 4  |
| 5  |
| 6  |
| 7  |
| 8  |
| 9  |
| 10 |

### MAMS Hungarian Baja
| 1  |
| 2  |
| 3  |
| 4  |
| 5  |
| 6  |
| 7  |
| 8  |
| 9  |
| 10 |

## Classements

### Classements du Championnat du Monde de Rallye Tout-Terrain

#### Classement général
| Pos. | Pilotes | Drapeau des Émirats arabes unis | Drapeau de la Russie · Drapeau de la Mongolie · Drapeau de la République populaire de Chine | Drapeau du Chili | Drapeau du Maroc | Points |
| ---- | ------- | ------------------------------- | ------------------------------------------------------------------------------------------- | ---------------- | ---------------- | ------ |
| 1    | [[]]    | 30                              |                                                                                             |                  |                  | 30     |
| 2    | [[]]    | 24                              |                                                                                             |                  |                  | 24     |
| 3    | [[]]    | 19                              |                                                                                             |                  |                  | 19     |
| 4    | [[]]    | 17                              |                                                                                             |                  |                  | 17     |
| 5    | [[]]    | 14                              |                                                                                             |                  |                  | 14     |

#### Classement féminin
| Pos. | Pilotes | Drapeau des Émirats arabes unis | Drapeau de la Russie · Drapeau de la Mongolie · Drapeau de la République populaire de Chine | Drapeau du Chili | Drapeau du Maroc | Points |
| ---- | ------- | ------------------------------- | ------------------------------------------------------------------------------------------- | ---------------- | ---------------- | ------ |
| 1    | [[]]    | 30                              |                                                                                             |                  |                  | 30     |
| 2    | [[]]    | 24                              |                                                                                             |                  |                  | 24     |
| 3    | [[]]    | 19                              |                                                                                             |                  |                  | 19     |
| 4    | [[]]    | 17                              |                                                                                             |                  |                  | 17     |
| 5    | [[]]    | 14                              |                                                                                             |                  |                  | 14     |

#### Quads
| Pos. | Pilotes | Drapeau des Émirats arabes unis | Drapeau de la Russie · Drapeau de la Mongolie · Drapeau de la République populaire de Chine | Drapeau du Chili | Drapeau du Maroc | Points |
| ---- | ------- | ------------------------------- | ------------------------------------------------------------------------------------------- | ---------------- | ---------------- | ------ |
| 1    | [[]]    | 30                              |                                                                                             |                  |                  | 30     |
| 2    | [[]]    | 24                              |                                                                                             |                  |                  | 24     |
| 3    | [[]]    | 19                              |                                                                                             |                  |                  | 19     |
| 4    | [[]]    | 17                              |                                                                                             |                  |                  | 17     |
| 5    | [[]]    | 14                              |                                                                                             |                  |                  | 14     |

### Classements de la Coupe du Monde des Bajas

#### Classement général
| Pos. | Pilotes | Drapeau des Émirats arabes unis | Drapeau de la Russie · Drapeau de la Mongolie · Drapeau de la République populaire de Chine | Drapeau du Chili | Drapeau du Maroc | Points |
| ---- | ------- | ------------------------------- | ------------------------------------------------------------------------------------------- | ---------------- | ---------------- | ------ |
| 1    | [[]]    | 30                              |                                                                                             |                  |                  | 30     |
| 2    | [[]]    | 24                              |                                                                                             |                  |                  | 24     |
| 3    | [[]]    | 19                              |                                                                                             |                  |                  | 19     |
| 4    | [[]]    | 17                              |                                                                                             |                  |                  | 17     |
| 5    | [[]]    | 14                              |                                                                                             |                  |                  | 14     |

#### Classement féminin
| Pos. | Pilotes | Drapeau des Émirats arabes unis | Drapeau de la Russie · Drapeau de la Mongolie · Drapeau de la République populaire de Chine | Drapeau du Chili | Drapeau du Maroc | Points |
| ---- | ------- | ------------------------------- | ------------------------------------------------------------------------------------------- | ---------------- | ---------------- | ------ |
| 1    | [[]]    | 30                              |                                                                                             |                  |                  | 30     |
| 2    | [[]]    | 24                              |                                                                                             |                  |                  | 24     |
| 3    | [[]]    | 19                              |                                                                                             |                  |                  | 19     |
| 4    | [[]]    | 17                              |                                                                                             |                  |                  | 17     |
| 5    | [[]]    | 14                              |                                                                                             |                  |                  | 14     |

#### Quads
| Pos. | Pilotes | Drapeau des Émirats arabes unis | Drapeau de la Russie · Drapeau de la Mongolie · Drapeau de la République populaire de Chine | Drapeau du Chili | Drapeau du Maroc | Points |
| ---- | ------- | ------------------------------- | ------------------------------------------------------------------------------------------- | ---------------- | ---------------- | ------ |
| 1    | [[]]    | 30                              |                                                                                             |                  |                  | 30     |
| 2    | [[]]    | 24                              |                                                                                             |                  |                  | 24     |
| 3    | [[]]    | 19                              |                                                                                             |                  |                  | 19     |
| 4    | [[]]    | 17                              |                                                                                             |                  |                  | 17     |
| 5    | [[]]    | 14                              |                                                                                             |                  |                  | 14     |